# From Zero
From Zero (укр. Із нуля) — восьмий студійний альбом американського рок-гурту Linkin Park. Він вийшов 15 листопада 2024 року на лейблах Warner Records та Machine Shop. Це перший альбом за участю нових учасників, що приєдналися до команди у 2024: вокалістки Емілі Армстронг, яка до цього співала у гурті Dead Sara та барабанщика Коліна Бріттена. Роберт Бурдон, колишній барабанщик Linkin Park, вирішив не продовжувати свою участь в записі музики та концертних турах.

## Передісторія
У квітні 2024 видання Billboard заявило, що учасники Linkin Park планують возз'єднатися та розглядають кандидатуру вокалістки на заміну Честеру Беннінгтону, який пішов з життя у 2017.
24 серпня на офіційному сайті гурту, без усіляких пояснень, почався 100-годинний відлік. Після завершення відліку, годинник продовжив відлік від нуля. Згодом, на сторінках гурту у соціальних мережах з'явилося повідомлення «It's only a matter of time» (укр. Це лише питання часу).
29 серпня музиканти оголосили, що 5 вересня у Лос-Анджелесі відбудеться п'ятигодинна подія. Запрошення на неї отримали лише члени фан-клубу команди Linkin Park Underground. Квитки розподілялися випадковим чином.

## Реліз і просування
5 вересня Linkin Park оголосили про повернення на сцену, анонсували вихід нового альбому під назвою «From Zero» (укр. З нуля) та презентували перший сингл, що отримав назву «The Emptiness Machine» (укр. Машина порожнечі) та відеокліп на нього, режисером якого став Джозеф Ган. Назва альбому має подвійне значення: це посилання на першу назву гурту — Xero; інше значення символізує своєрідний новий початок у історії команди. Також, вони оголосили нову вокалістку, нею стала співачка й авторка пісень Емілі Армстронг, яка до цього співала у гурті Dead Sara, та барабанщика Коліна Бріттена, який прийшов на заміну Роберту Бурдону, котрий вирішив не приєднуватися до Linkin Park після воз'єднання.

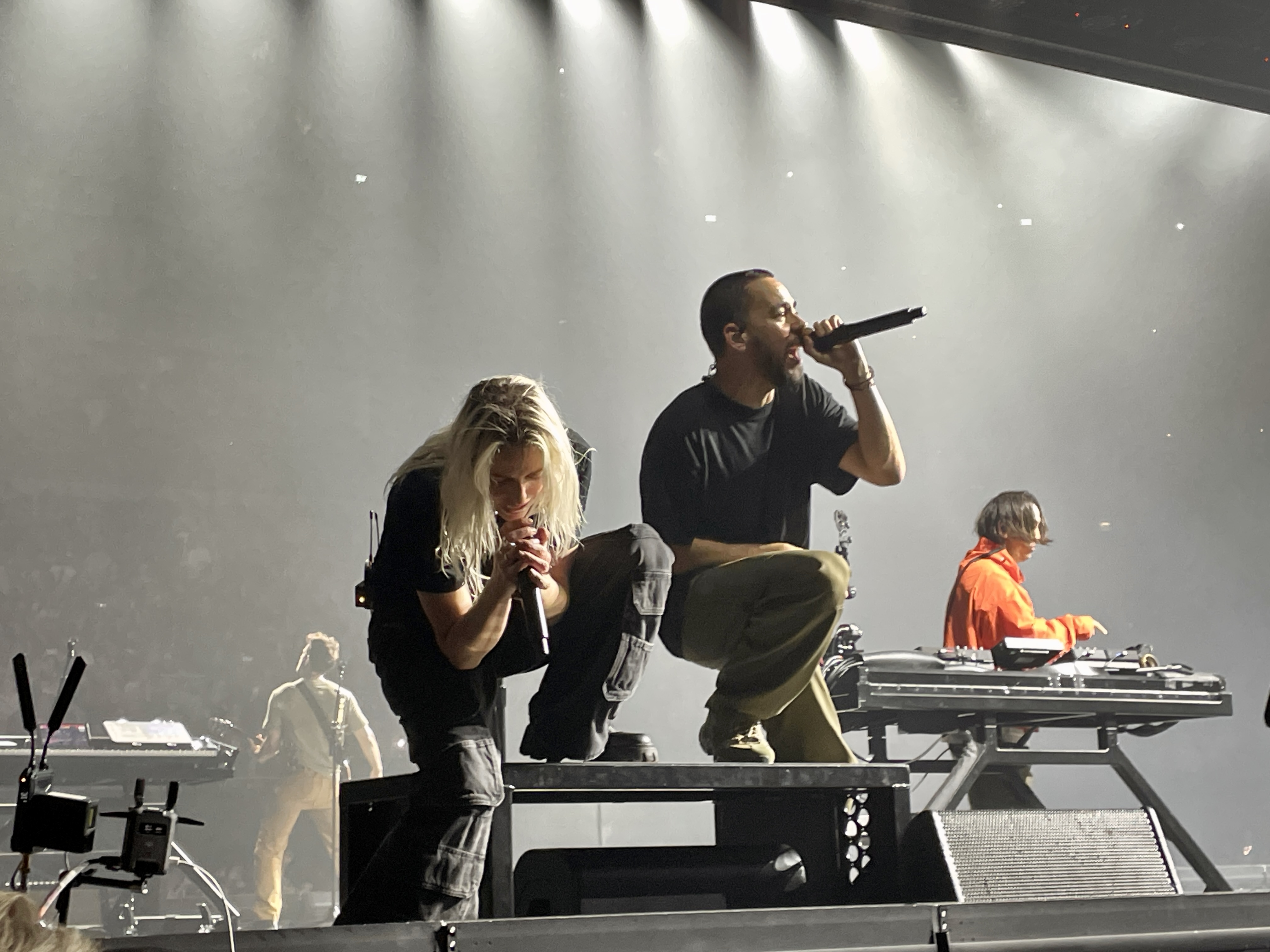
Емілі Армстронг та Майк Шинода під час виступу на О2 Арені у Лондоні.
24 вересня 2024

Восени, з 11 вересня по 15 листопада гурт відправився у світове турне під назвою From Zero World Tour на підтримку нового альбому. У рамках туру вони зіграють шість концертів. Зокрема, у США, Німеччині, Англії, Південній Кореї та Колумбії.
Напередодні початку туру, 7 вересня, Бред Делсон оголосив, що більше не гратиме з гуртом під час турів, а його місце на концертах займе Алекс Федер. Проте Делсон підтвердив, що продовжує співпрацю командою, зосередившись на роботі поза сценою.
22 вересня, на концерті у Гамбургу, команда виконала трек «Heavy is the Crown» (англ. Важка та корона), який став другим синглом з альбому та вийшов 24 вересня. Цей трек також став офіційним гíмном чемпіонату світу з League of Legends у 2024 році, який організували Riot Games.
Третій сингл, що називається «Over Each Other» (укр. Один над одним), вийшов 24 жовтня разом з відеокліпом.
8 листопада гурт представив пісню «Casualty» (укр. Жертва) на концерті у Арлінгтоні, штат Техас. Наступного дня, 9 листопада, у Америці відбулися заходи прослуховування альбому у незалежних музичних крамницях.
13 листопада гурт випустив четвертий сингл під назвою «Two Faced» (укр. Дволикий). На цей трек також було відзнято відеокліп.
Офіційний вихід альбому відбувся 15 листопада 2024 року. Жанрово From Zero описують як представника ню-металу, альтернативного року, альтернативного металу, поп-року, реп-року та електронного року.

## Список композицій
| #                          | Назва                   | Тривалість |
| -------------------------- | ----------------------- | ---------- |
| 1.                         | «From Zero» (Intro)     | 0:22       |
| 2.                         | «The Emptiness Machine» | 3:10       |
| 3.                         | «Cut the Bridge»        | 3:48       |
| 4.                         | «Heavy is the Crown»    | 2:47       |
| 5.                         | «Over Each Other»       | 2:50       |
| 6.                         | «Casualty»              | 2:20       |
| 7.                         | «Overflow»              | 3:31       |
| 8.                         | «Two Faced»             | 3:03       |
| 9.                         | «Stained»               | 3:05       |
| 10.                        | «IGYEIH»                | 3:29       |
| 11.                        | «Good Things Go»        | 3:29       |
| Загальна тривалість: 31:54 |                         |            |

| Цифрове розширене видання (англ. Digital expanded edition) | Цифрове розширене видання (англ. Digital expanded edition)              | Цифрове розширене видання (англ. Digital expanded edition) |
| #                                                          | Назва                                                                   | Тривалість                                                 |
| ---------------------------------------------------------- | ----------------------------------------------------------------------- | ---------------------------------------------------------- |
| 12.                                                        | «The Emptiness Machine» (наживо з Бербанку, Каліфорнія, 5 вересня 2024) | 3:16                                                       |
| 13.                                                        | «Heavy is the Crown» (наживо з Лондона, Англія, 24 вересня 2024)        | 3:25                                                       |
| 14.                                                        | «Over Each Other» (наживо з Парижу, Франція, 3 листопада 2024)          | 2:52                                                       |
| Загальна тривалість: 41:27                                 |                                                                         |                                                            |

## Відгуки
Загалом альбом отримав позитивні відгуки. Ріші Шаг з NME описав його як «мабуть найкращий рок-альбом після повернення у новітній історії». Тім Морган з журналу Clash зауважив, що альбом «включає в себе стилі з кожної ери гурту».

## Учасники запису
У записі альбому взяли участь:

### Linkin Park
- Майк Шинода — спів, програмування, клавішні, ритм-гітара, звукорежисер, міксування[en], продюсер;
- Емілі Армстронг — ведучий вокаліст;
- Колін Бріттен — ударні, продюсер;
- Бред Делсон — гітара, продюсер;
- Девід Фаррел — бас-гітара;
- Джозеф Ган — семпли, програмування[en].

### Виробничий персонал
- Майк Елізондо[en] — додатковий продюсер (треки 4 та 7);
- Ніл Еврон[en] — міксування (треки 2, 5, 7, 9 та 11);
- Річ Кості[en] — міксування (треки 3, 4 , 6, 8 та 10);
- Емерсон Манчіні — мастеринг;
- Ітан Мейтс — звукорежисер;
- Джефф Сітрон — помічник звукоінженера (треки 3, 4 , 6, 8 та 10);
- Матіас Мора — додатковий продюсер (трек 5);
- Скотт Скржинский — помічник звукоінженера (треки 2, 5, 7, 9 та 11).

## Виноски
1. ↑  Назва «IGYEIH» — це акронім від «I Give You Everything I Have» (укр. Я віддам тобі все що маю).
2. ↑  Список учасників запису взято з офіційного буклету, що йде на додаток до альбому.